# Paweł Rabczewski
Paweł Rabczewski (ur. 20 listopada 1949 w Wilnie) – polski sztangista, medalista mistrzostw świata i Europy, w latach 2006–2014 radny Ciechanowa.

## Życiorys
Jest synem Leona i Jadwigi z domu Wołkówna. W 1953 wraz z rodziną przyjechał do Polski. Ukończył technikum mechaniczne w Opolu. W młodości biegał na 400 m, ćwiczył kulturystykę w Brzegu i tam też pierwszy raz zetknął się z podnoszeniem ciężarów, jednak najbardziej interesowała go kulturystyka. Został skierowany (m.in. przez Władysława Czaczkę) do klubu ciężarowego LZS w Ciechanowie, gdzie opieką Zdzisława Piotrowskiego rozpoczął właściwą karierę sztangisty. W czasie kariery sportowej reprezentował barwy Mazovii Ciechanów. Pierwszy sukces na arenie międzynarodowej osiągnął w 1977 roku, kiedy podczas mistrzostw Europy w Stuttgarcie zdobył brązowy medal w wadze lekkociężkiej. W tym samym roku wywalczył także trzecie miejsce na mistrzostwach świata w tym samym mieście, przegrywając tylko z Giennadijem Biessonowem z ZSRR i Węgrem Péterem Baczakó. Trzecie miejsce zajął również na mistrzostwach świata w Gettysburgu rok później, gdzie wyprzedzili go jedynie Jurik Wartanian z ZSRR i ponownie Péter Baczakó. Ostatni medal zdobył na mistrzostwach Europy w Warnie w 1979 roku, gdzie był drugi za Bułgarem Błagojem Błagoewem. Brał także udział w igrzyskach olimpijskich w Moskwie w 1980 roku, gdzie zajął 6. miejsce.
Zdobył siedem tytułów mistrza Polski – w wadze średniej (75 kg), lekkociężkiej (82,5 kg) i półciężkiej (90 kg), ustanawiał również rekordy kraju. Obecnie w Ciechanowie prowadzi Klub Sportowy Osób Niepełnosprawnych „Herkules”.

## Poza sportem
W wyborach samorządowych w 2006 został wybrany na radnego Ciechanowa z listy Ciechanowskiego Bezpartyjnego Ugrupowania Wyborczego. W wyborach samorządowych w 2010 został wybrany na kolejną kadencję.
Żonaty z Wandą. Ma dwie córki, Dorotę i Paulinę, oraz syna Grzegorza.

## Osiągnięcia
| Rok  | Zawody               | Miasto     | Miejsce | Kategoria  | Wynik    |
| ---- | -------------------- | ---------- | ------- | ---------- | -------- |
| 1977 | Mistrzostwa Europy   | Stuttgart  | 3       | do 82,5 kg | 337,5 kg |
| 1977 | Mistrzostwa świata   | Stuttgart  | 2       | do 82,5 kg | 337,5 kg |
| 1978 | Mistrzostwa świata   | Gettysburg | 3       | do 82,5 kg | 345 kg   |
| 1979 | Mistrzostwa Europy   | Warna      | 2       | do 82,5 kg | 352,5 kg |
| 1980 | Igrzyska olimpijskie | Moskwa     | 6       | do 82,5 kg | 350 kg   |